# Cathédrale Saint-Jean-le-Théologien de Nicosie
Cette  cathédrale n’est pas la seule cathédrale Saint-Jean-le-Théologien.
 (décembre 2023).
Si vous disposez d'ouvrages ou d'articles de référence ou si vous connaissez des sites web de qualité traitant du thème abordé ici, merci de compléter l'article en donnant les références utiles à sa vérifiabilité et en les liant à la section « Notes et références ».
La cathédrale Saint-Jean-le-Théologien (en grec moderne : Καθεδρικός Ναός Αγίου Ιωάννη), est une église orthodoxe de Nicosie, la capitale de Chypre.

## Situation et accès
Elle est située sur la place de l'Archevêque Kyprianou à Nicosie.

## Histoire
La cathédrale a été construite en 1662, par l'archevêque Nikiforos à l'emplacement d'une chapelle bénédictine du XIVe siècle qui était dédiée à Saint Jean l'Évangéliste.
Sous la pression des raids mamelouks, les bénédictins quittèrent l'île et le bâtiment est alors transformé en monastère orthodoxe.
En 1720, elle devient le siège des archevêques de Chypre et le lieu de leur intronisation.